# Binetto
Binetto község (comune) Olaszország Puglia régiójában, Bari megyében.

## Fekvése
A Murgia vidékén fekszik, Baritól délnyugatra.

## Története
Régészeti kutatások valószínűsítik, hogy a vidék már az i.e. 5 századtól lakott volt. A római uralom idején egy Vinetum nevű település állt itt. A kora középkorban elpusztult, majd a 11. században népesült be ismét, ekkor épültek meg védművei is. Különböző nemesi családok birtokolták, majd a feudalizmus felszámolásával a Nápolyi Királyságban, a 19. század elején lett önálló község. 1927-ben összevonták Grumo Appulával, önállóságát 1946-ban nyerte vissza.

## Népessége
A lakosság számának alakulása:

## Főbb látnivalói
- Santa Maria Assunta-templom (a 11. században épült román stílusban)